# Episodi di Baby Sitter (seconda stagione)
La seconda stagione della serie televisiva Baby Sitter è stata trasmessa in anteprima negli Stati Uniti d'America in syndication tra il 4 gennaio 1987 e il 7 novembre 1987.
| nº | Titolo originale                    | Titolo italiano | Prima TV USA      | Prima TV Italia |
| -- | ----------------------------------- | --------------- | ----------------- | --------------- |
| 1  | Amityville                          |                 | 4 gennaio 1987    |                 |
| 2  | The Naked Truth                     |                 | 10 gennaio 1987   |                 |
| 3  | Feud for Thought                    |                 | 17 gennaio 1987   |                 |
| 4  | The Egg and Us                      |                 | 24 gennaio 1987   |                 |
| 5  | The Loan Arranger                   |                 | 31 gennaio 1987   |                 |
| 6  | American Teen                       |                 | 7 febbraio 1987   |                 |
| 7  | Buddy Comes to Dinner               |                 | 14 febbraio 1987  |                 |
| 8  | A Fox in the Henhouse               |                 | 21 febbraio 1987  |                 |
| 9  | Pizza Parlor Protest                |                 | 28 febbraio 1987  |                 |
| 10 | Trade Off                           |                 | 7 marzo 1987      |                 |
| 11 | Dating                              |                 | 14 marzo 1987     |                 |
| 12 | Music, Music, Mayhem                |                 | 21 marzo 1987     |                 |
| 13 | Buddy in Charge                     |                 | 28 marzo 1987     |                 |
| 14 | Isn't That What's Her Face?         |                 | 2 maggio 1987     |                 |
| 15 | A Date from Heck                    |                 | 9 maggio 1987     |                 |
| 16 | Mama Mia                            |                 | 16 maggio 1987    |                 |
| 17 | Weekend Weary                       |                 | 23 maggio 1987    |                 |
| 18 | The Case of the Mock Turtle Mystery |                 | 18 luglio 1987    |                 |
| 19 | U. F. Oh No!                        |                 | 22 agosto 1987    |                 |
| 20 | Twice Upon a Time (Part 1)          |                 | 26 settembre 1987 |                 |
| 21 | Twice Upon a Time (Part 2)          |                 | 3 ottobre 1987    |                 |
| 22 | A Job from Heck                     |                 | 10 ottobre 1987   |                 |
| 23 | Baby Doll                           |                 | 17 ottobre 1987   |                 |
| 24 | Lillian Putts Around                |                 | 24 ottobre 1987   |                 |
| 25 | Her Brother's Keeper                |                 | 31 ottobre 1987   |                 |
| 26 | The Undergraduate                   |                 | 7 novembre 1987   |                 |